# Observatório de La Silla
Observatório de La Silla é um observatório localizado no Chile, com três telescópios construídos e operados pelo Observatório Europeu do Sul (OES - em inglês: ESO, the European Southern Observatory), e vários telescópios estão localizados no local e em parte são mantidos pelo OES. O observatório é um dos maiores do hemisfério sul e foi o primeiro no Chile, para ser usado pelo OES.
Os telescópios e instrumentos estão localizados a 150 km a nordeste da cidade de La Serena, nos arredores do deserto de Atacama, uma das áreas mais secas e mais solitárias do mundo. Como outros observatórios nesta área geográfica, La Silla está localizada longe de fontes de poluição luminosa e, como o Observatório Paranal, lar do VLT (Very Large Telescope), tem um dos céus mais escuros da Terra durante a noite.

## Galeria

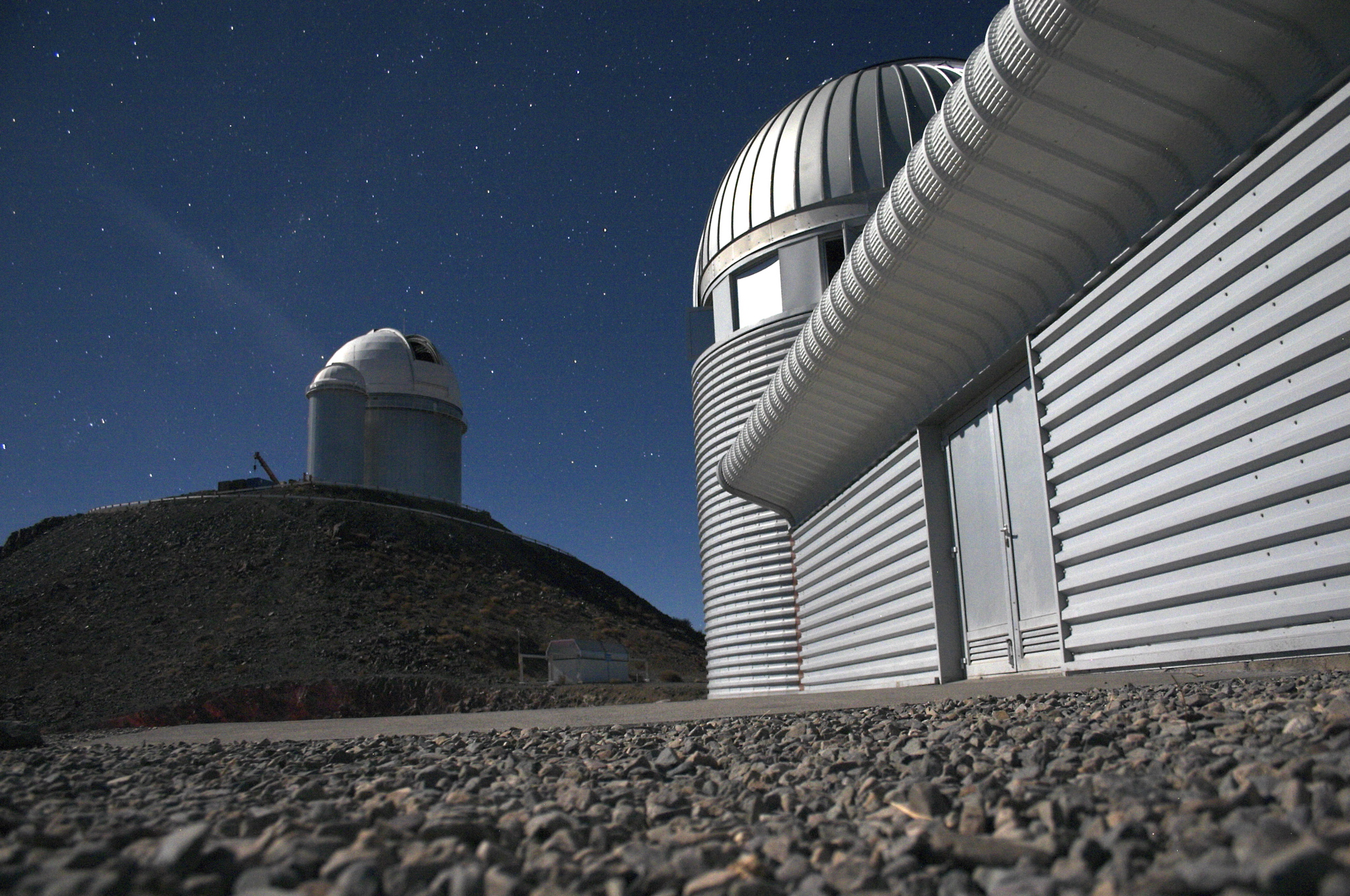
La Silla á noite, Telescópio Leonard Euler em primeiro plano, e o Telescópio ESO 3.6 m  mais distante.
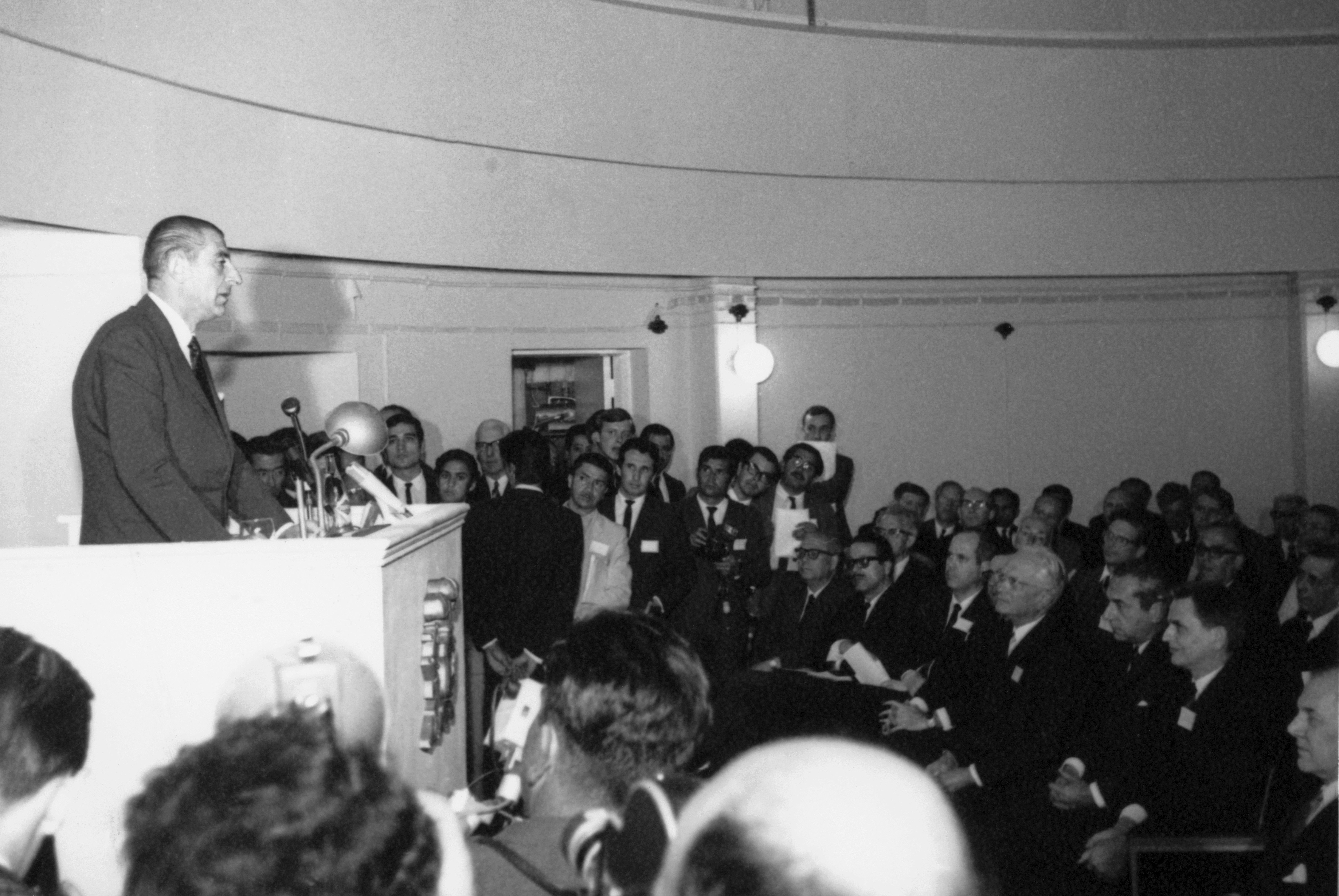
Inauguração do Observatório  La Silla.
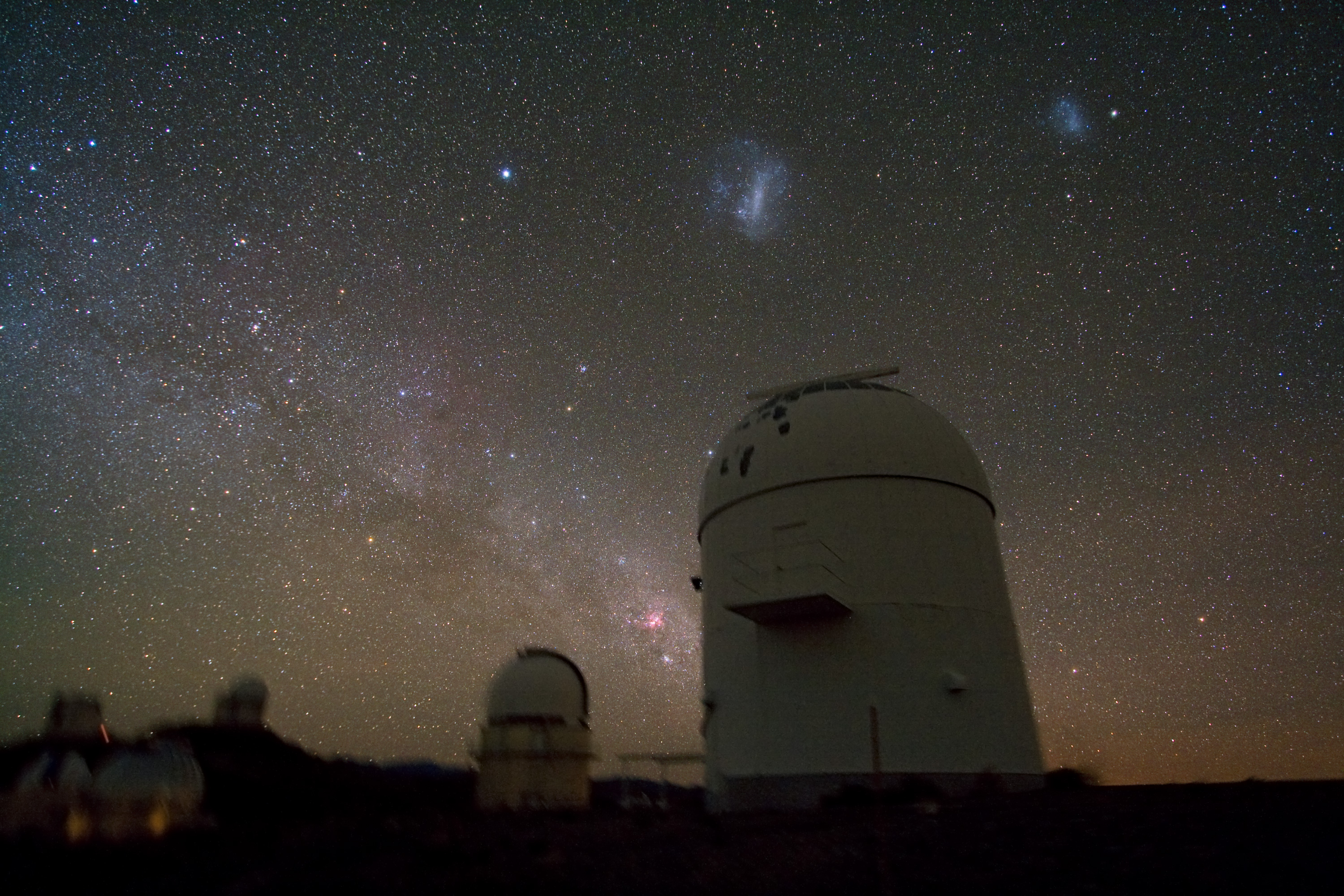
Domos de telescópios agrupados em La Silla. Crédito: ESO/Y. Beletsky.
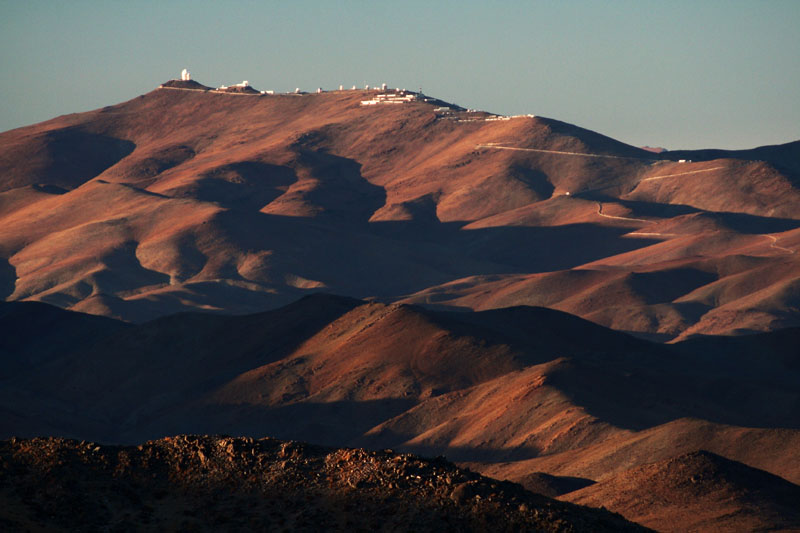
Observatório de La Silla ao amanhecer. Crédito: KszuloFotki.
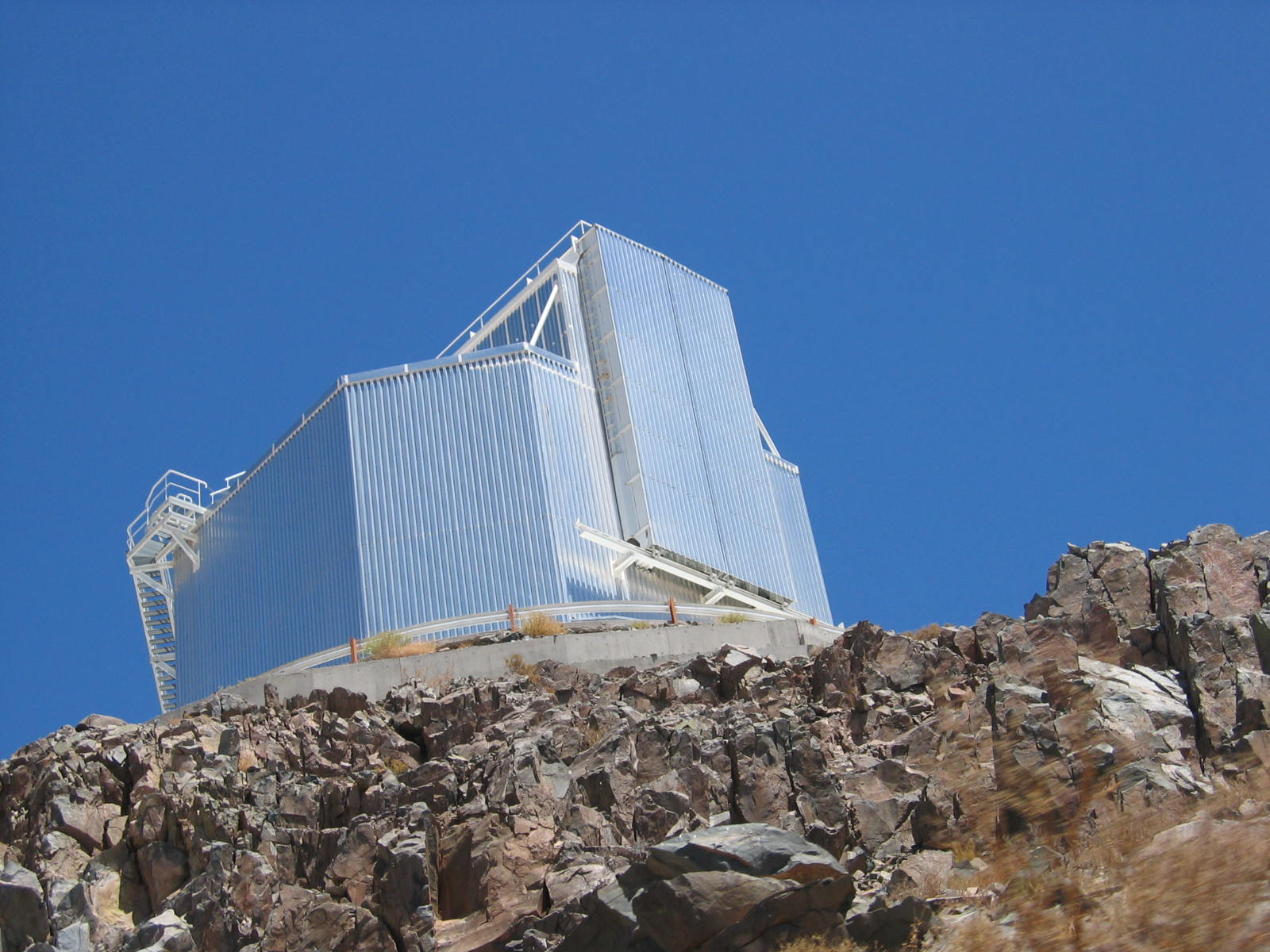
O New Technology Telescope no Observatório de La Silla. Crédito: Denys.
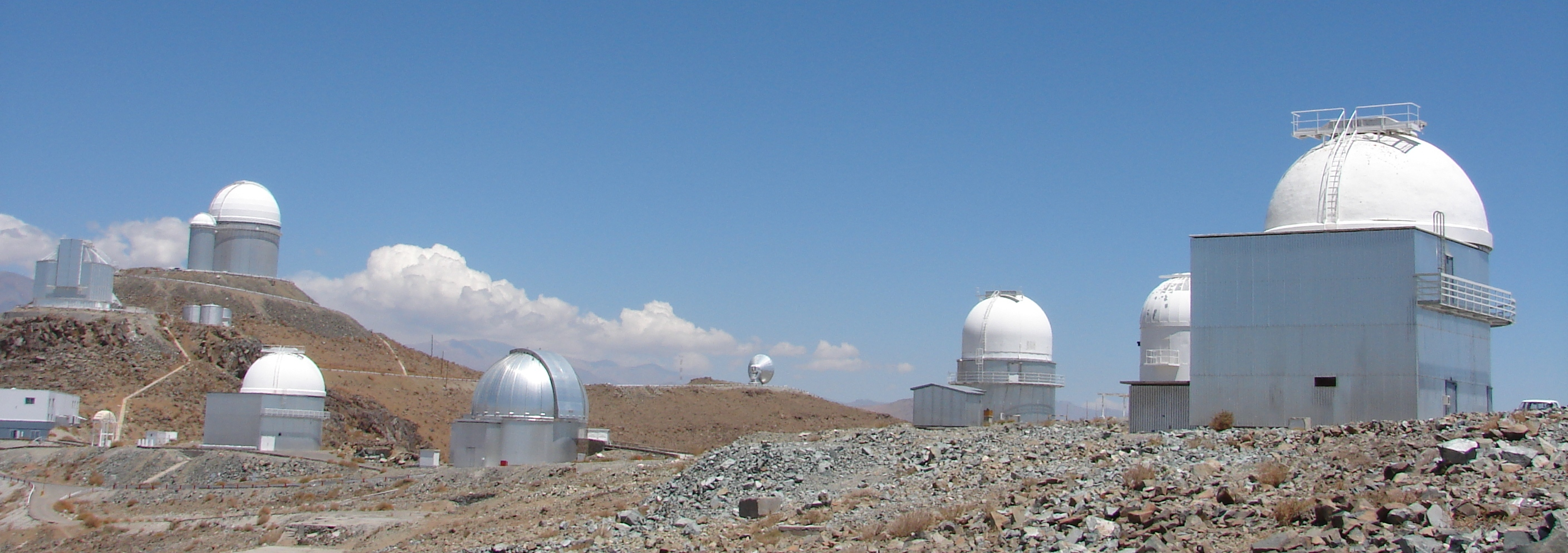
Observatório de La Silla. Crédito: Masteruk.
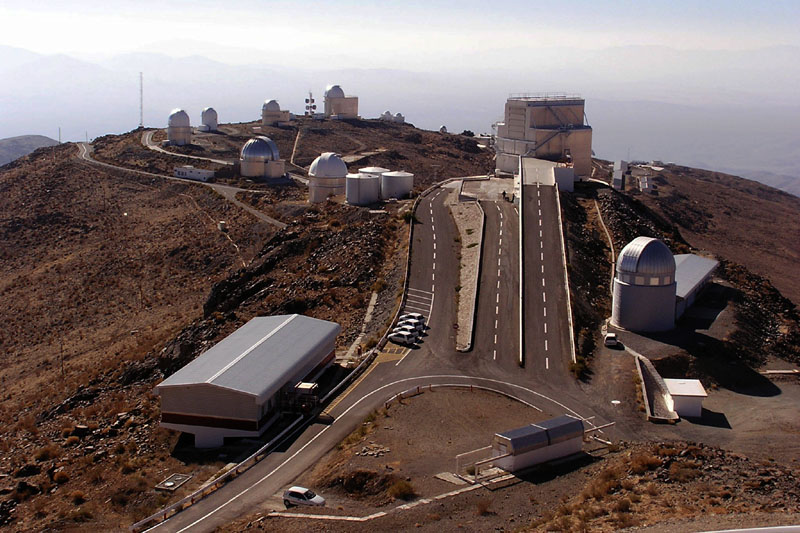
Observatório de La Silla visto através de um telescópio de 3.6 metros (localizado no alto do morro). Crédito: KszuloFotki.
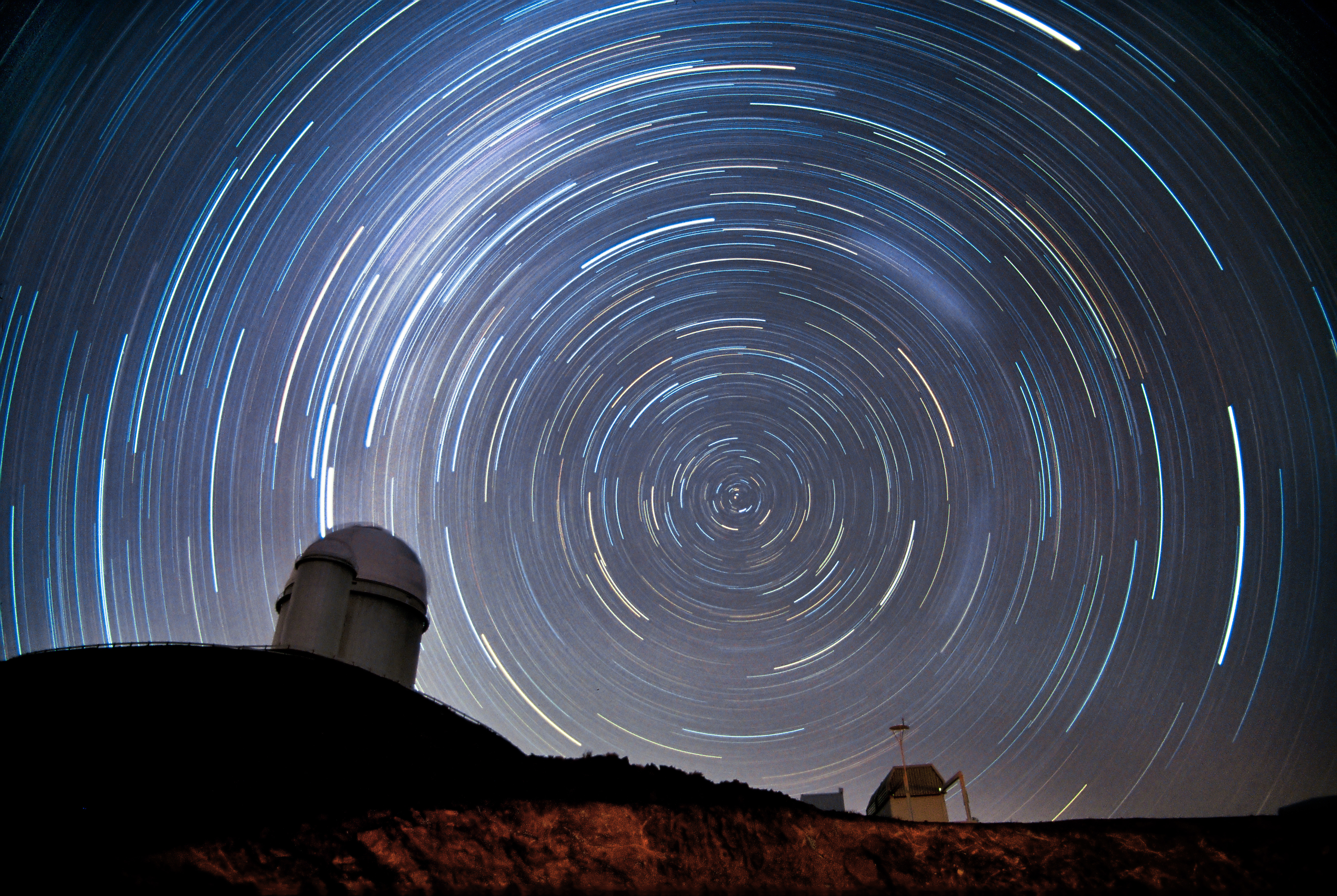
As estrelas girando em torno do Polo Sul durante uma noite. Crédito: Iztok Bončina/ES.O